# Concord (Arkansas)
Pour les articles homonymes, voir Concord.
Concord est une municipalité du comté de Cleburne, dans l'État de l'Arkansas aux États-Unis.

## Démographie
| 1970 | 1980 | 1990 | 2000 | 2010 | - |
| ---- | ---- | ---- | ---- | ---- | - |
| 163  | 234  | 262  | 255  | 244  | - |